# Años 710
Los años 710 o década del 710 empezó el 1 de enero del 710 y terminó el 31 de diciembre del 719. 

## Acontecimientos
- Rodrigo sucede a Witiza como rey de los visigodos tras la guerra civil visigoda de 710; gobernará en 710-711, cuando comienza la conquista musulmana de la península ibérica. Agila II se mantiene como rey en la zona levantina.
- 710. Heijō-kyō (Nara) se convierte en la primera capital permanente, siguiendo el modelo de la ciudad china de Chang'an.
- Conquista musulmana de la península ibérica entre los años 711 y 719. Final del reino visigodo de Toledo, y comienzo del emirato Omeya de Al-Ándalus.
- Conquista de la India, por tropas al mando de Mohamed ben al-Qasim; comenzando el sultanato Sind en el 711.
- Filípico sucede a Justiniano II como emperador bizantino, tras derrocarlo y matarlo en el año 711.
- San Gregorio II sucede a Constantino como papa en el año 715.
- León III es proclamado emperador bizantino en el 717.
- Toma de Málaga (713)

## Personas destacadas
- Musa ibn Nusair, Muza, general y gobernante del Califato Omeya que capitaneó las tropas omeyas en la Hispania visigoda desde el 711, murió en el 716.